# La Chasse aux diplômes
Pour plus de détails, voir Fiche technique et Distribution.
La Chasse aux diplômes (The Paper Chase) est un film américain réalisé par James Bridges, sorti en 1973. Il est inspiré d'un roman autobiographique (The Paper Chase, 1971) de John Jay Osborn Jr. à propos de ses années à Harvard. Il a valu à  Houseman l'Oscar du meilleur acteur dans un second rôle. Houseman reprendra d'ailleurs le rôle dans l'adaptation télévisée pendant quatre saisons. En France, le film a servi d’illustration aux Dossiers de l'écran (émission du 31 octobre 1978).

## Synopsis
James Hart (Timothy Bottoms) est étudiant en première année à la faculté de droit de Harvard. Le cours de droit des affaires est assuré par Charles W. Kingsfield Jr. (John Houseman), dont les examens sont réputés particulièrement difficiles. Le jeune Hart suppose à tort que le premier cours constitue un résumé (syllabus) des sujets qui vont être abordés ; mais lorsque Kingsfield rentre d'emblée dans le vif du sujet, interpellant ses étudiants à la manière de Socrate, Hart, désemparé, quitte le cours humilié.
Pour faire face à cette année qui promet d'être décisive, Hart se joint à un groupe d'étudiants de première année :
- Franklin Ford (Graham Beckel), qui représente la cinquième génération des Ford inscrits à Harvard,
- Kevin Brooks (James Naughton), déjà marié, possède une mémoire eidétique mais éprouve des difficultés pour analyser un texte,
- Thomas Anderson (Edward Herrmann),
- Willis Bell (Craig Richard Nelson), personnage rugueux qui ne s'intéresse qu'au droit de la propriété
- O'Connor (Robert Lydiard)

Dans une pizzeria, Hart fait connaissance avec une jeune femme, Susan Fields (Lindsay Wagner), qui le prie de la raccompagner jusque chez elle, car elle a l'impression d'être suivie par un individu. Hart la revoit ensuite, et ils se mettent en ménage ; mais la jeune femme le trouve obsédé par ses études. Lors d'un cocktail organisé par le Pr. Kingsfield, Hart découvre avec stupeur que Susan est sa fille, et qu'elle a été mariée précédemment. Le couple se déchire puis se reforme au cours de l'année universitaire.
Peu à peu, Hart en vient à diviser les étudiants en trois groupes : les touristes ; ceux qui s'accrochent en évitant d'être interrogés par Kingsfield en cours ; et le « gratin » : au fil de l'année, il a l'impression de passer du second groupe au troisième. Une nuit, Hart s'introduit avec un comparse dans la bibliothèque de l'université pour y lire les propres cahiers d'étudiant de Kingsfield et comprend que son professeur est un homme différent de ce qu'il incarne en cours.
Mais le bachotage se poursuit et le mois des examens approche. Un jour que Hart répond de façon déroutante à une question de Kingsfield, le professeur lui jette une pièce, disant, « Appelle ta mère et dis-lui qu'il y a peu de chances que tu deviennes un jour avocat. » Hart traite Kingsfield de « fils de p*** » et s'apprête à quitter la classe, lorsque le professeur acquiesce et l'invite à rester, ce qu'il fait. Peu après, son camarade Brooks craque psychologiquement, et le groupe d'étude se déchire au cours des révisions. Hart et Ford s'enferment en binôme pour réviser les trois derniers jours avant l'examen.

## Du roman au film
Le film est, à deux détails près, une adaptation fidèle du roman : le scénariste a changé le prénom de Hart (James T.), ainsi que la note qui lui est finalement attribuée (93/100, soit A, l'une des plus hautes notes). Dans le roman comme dans le film, Hart fait un avion en papier avec l'enveloppe (non décachetée!) qui contient son diplôme, et le lance vers la mer.

## Fiche technique
- Titre : La Chasse au diplôme
- Titre original : The Paper Chase
- Réalisation : James Bridges
- Scénario : James Bridges d'après le roman de John Jay Osborn Jr. (en)
- Production : Philip L. Parslow (de), Rodrick Paul et Robert C. Thompson
- Musique : John Williams
- Photographie : Gordon Willis
- Montage : Walter Thompson
- Décors : George Jenkins et Gerry Holmes
- Pays d'origine :  États-Unis
- Format : Couleurs - Mono
- Genre : Drame
- Durée : 111 minutes
- Date de sortie : 1973

## Distribution
- Timothy Bottoms (VF : Richard Darbois) : James T. Hart
- Lindsay Wagner (VF : Ginette Pigeon) : Susan
- John Houseman (VF : Philippe Dumat) : Charles W. Kingsfield Jr.
- Graham Beckel (VF : François Leccia) : Franklin Ford III
- James Naughton (VF : Georges Poujouly) : Kevin Brooks
- Edward Herrmann (VF : Pierre Arditi) : Thomas Craig Anderson
- Craig Richard Nelson (VF : Marc François) : Willis 'Liberty' Bell
- Bob Lydiard (VF : Pierre Guillermo) : O'Connor
- Lenny Baker : William Moss, le tuteur
- David Clennon (VF : Patrick Poivey) : Toombs
- Regina Baff : Asheley Brooks
- Blair Brown : Miss Farranti
- Tony Silverthrone (VF : Michel Bardinet) : le directeur de l'hôtel
- John Bethune (VF : Bernard Musson) : le concierge de l'hôtel

## Distinctions
- Oscar du meilleur acteur dans un second rôle pour John Houseman

## Adaptation en série télévisée
Une série sera adaptée en 1978 à la télévision américaine sur CBS pour sa première saison puis sur Showtime pour ses trois autres saisons. L'acteur John Houseman à cette occasion y reprendra son rôle cinéma. 59 épisodes de 48 minutes ont été produits. La série reste inédite en France.

## Note
1. ↑  Cf. Colleen Walsh, « The Paper Chase at 40: Law School audience reflects on iconic film about earning degree », Harvard Gazette,‎ 2 octobre 2012 (lire en ligne, consulté le 10 octobre 2016)